# Karina Aznavurjan
Karina Borisovna Aznavurjan (in russo Карина Борисовна Азнавурян?; Baku, 20 settembre 1974) è una schermitrice russa, specializzata nella spada. Ha vinto due medaglie d'oro ed una di bronzo nella scherma ai Giochi olimpici.

## Palmarès
In carriera ha conseguito i seguenti risultati:
- Olimpiadi:

Atlanta 1996: bronzo nella spada a squadre.
Sydney 2000: oro nella spada a squadre.
Atene 2004: oro nella spada a squadre.
- Mondiali

L'Avana 2003: oro nella spada a squadre.
- Europei

Mosca 2002: argento nella spada a squadre.
Copenhagen 2004: oro nella spada a squadre.